# Звукопись
Зву́копись — применение разнообразных фонетических приёмов для усиления звуковой выразительности речи. В частности, средствами языка могут воспроизводиться изображаемые в тексте неречевые звуки, например, при описании природы:

…Чуть слышно, бесшумно шуршат камыши. — К. Д. Бальмонт
В стихосложении разделяют четыре основных приёма звукописи: повтор звука, повтор фонетически близких звуков, противопоставление фонетически контрастных звуков, разная организация последовательностей звуков и интонационных единств.
В целях звукописи может использоваться: а) повтор звука: «Ворон канул на сосну,/ Тронул сонную струну» (А. Блок); б) повтор фонетически близких звуков: «Шуршит вода по ушам, и, чирикнув,/ На цыпочках скачет чиж» (Б. Пастернак); в) противопоставление фонетически контрастных звуков: «Ветер веет и вьётся украдками/ Меж ветвей, над водой наклонённых, /Шевеля тяжёлыми складками/Шелков зелёных» (М. Волошин); г) разная организация последовательностей звуков и интонационных единств: «В июле, в самый зной, в полуденную пору, / Сыпучими песками, в гору,/ С поклажей и семьёй дворян, /Четвёркою рыдван, /Тащился» (И. Крылов). Приёмы звукописи могут быть канонизированными (общепринятыми в данной литературе) или индивидуальными.